# Can Roca-Umbert
Can Roca-Umbert és una masia de Montornès del Vallès (Vallès Oriental) protegida com a bé cultural d'interès local.

## Descripció
Conjunt d'edificacions dels que sobresurt l'edifici més noble de carener perpendicular a la façana i teulada de dues vessants amb dos cossos als costats de carener perpendicular a l'edifici central, als costats d'aquesta hi ha d'altres construccions. La façana principal és rematada per un capcer barroc. Aquest té esgrafiat blancs sobre fons vermell a sobre els balcons i envoltant un òcul amb motius vegetals i cintes. Totes les finestres i portes estan emmarcades amb color blanc i també les pedres cantoneres. Al davant de la masia hi ha d'altres dependències, cor i quadres... Tot el conjunt és tancat per una tanca.

## Història
Can Roca-Umbert va ser conegut amb el nom de can Vinyallonga fins al 1933 va esser comprada per l'industrial Umbert.